# 게디크 아흐메드 파샤
게디크 아흐메드 파샤(튀르키예어: Gedik Ahmed Paşa)는 오스만 제국의 재상으로, 술탄 메메드 2세와 바예지드 2세의 치세 기간 동안 육군과 해군의 지휘관으로서 그 이름을 널리 알렸다. 그의 출신지는 알바니아로 보이며, 이 가설은 그가 알바니아 원정을 한 차례 거부한 전력으로 강력한 지지를 받는다.

## 군인 시절
오스만 제국의 군대를 이끌면서, 그는 오스만 제국의 아나톨리아 팽창에 있어서 끝까지 저항했던 카라만공국을 무너뜨렸다. 카라만은 200년 가까이 아나톨리아에서 가장 강력한 국가였으며, 심지어 오스만 제국이 후에 발흥할 때보다 더욱 강력했다. 그들은 성공적으로 룸 셀주크를 계승한 나라였으며, 룸 셀주크의 수도였던 코냐 또한 그들의 영역으로 지니고 있었다. 그런 연유에서, 1471년의 게디크 아흐메드 파샤의 카라만에 대한 1471년의 승리는, 연이어 지중해 연안의 에르메네크, 메난, 실리프케를 점령할 수 있게 도와주었고, 이내 그 전투가 오스만의 미래를 결정하게 되었다.
게디크 아흐메드 파샤는 지중해에서 베네치아인들과 싸우기도 했으며, 1475년에는 술탄에 의해 크림 한국으로 파견되어 제노바의 식민지들에 맞서 싸웠다. 크림반도에서, 그는 카파와 솔다이아, 쳄발로, 그리고 다른 제노바의 식민지들과 테오도로 공국을 정복했다. 그는 크림 한국의 위기를 제노바의 위협으로부터 성공적으로 막아냈다. 이 원정의 결과, 크림반도와 체르케스는 오스만 제국의 영향권 아래로 편입되었다.
1479년, 술탄 메흐메트 2세는 그에게 오스만 제국의 해군을 이끌고, 나폴리와 밀라노에 대항해 지중해에서 싸우도록 명령했다. 그 원정 도중에, 게디크 아흐메드 파샤는 레프카다 섬을 점령하고, 케팔로니아와 잔테도 역시 수중에 넣었다. 그에 이어 그는 콘스탄티노플을 1453년에 정복했으며, 메흐메드 2세는 그 자신을 로마 제국의 계승자로 여기며, 진지하게 이탈리아로 원정해 그의 왕조 아래에 로마 제국의 영역을 다시 통합시킬 것을 꿈꾸기도 했다. 이 계획의 일환으로, 게디크 아흐메드 파샤는 이탈리아 반도로 해군과 함께 보내졌다.
1480년, 로도스섬의 정복 시도가 좌절된 후, 그는 항구 도시인 오트란토를 공격해 그곳의 주민을 몰살시켰다. 그러나 군량의 부족 때문에, 그는 그의 함대를 이끌고 알바니아로 돌아갔으며, 1481년의 재원정을 계획했다.

## 죽음
그러나 메흐메트 2세의 죽음은 이것을 방해했다. 그는 바예지드 2세를 섬겨야 했으나, 바예지드 2세는 게디크 아흐메드 파샤를 신뢰하지 않았다. 새 술탄은 그를 투옥시켰고, 게디크 아흐메드 파샤는 결국 1482년 11월 18일에 아드리아노플에서 처형당했다.

## 같이 보기
- 오스만 해군